# Битка на Седфалском пољу
Битка на Седфалском пољу је битка која се одриграла између Срба и Мађара 25. јула 1527. године, која је резултовала српским поразом. Српску војску је предводио самозвани српски цар Јован Ненад, а Мађаре ердељски војвода Петар Перињи и бискуп Цибак.

## Догађаји који су претходили бици
После угарског пораза у бици на Мохачу, вођа српске плаћеничке војске Јован Ненад, протерује Турке са подручја Бачке и делова Баната и Срема, оснива своју државу и у Суботици се крунише за српског цара. Српско царство Јована Ненада почетком маја напада Јован Запоља. На Селешу Срби поразе Запољину војску, али после два месеца, Јован Запоља пошаље још једну војску на српско царство.

## Битка
Угарска војска бројала је око 15.000 војника. У близини Сегедина Запољина војска удари на Ненадову. У жестоком окршају Срби изгубише 8.000 војника.

## Сведочанство Ђурђа Сремца
Ђурађ Сремац, савременик догађаја описао је овако битку:„После Селешке битке Угари и краљ Јован Запоља су се уплашили. Запоља је послао писмо Емериху Цибаку да је разбојник Јован Ненад ушао у Угарску и да отима поседе од великаша.Цибак је тада послао писмо по земљи многим угарским првацима, да се окупе.Потом се утаборио код Араде с оне стране реке Морише.’’Цибак је тада одржао надахнути говор војсци, у којем говори о Јовану Ненаду као разбојнику који отима имања и злоставља племићке жене и кћери. На то је војска повикала да ће радије с Цибаком да изгине него то да трпи. У повељи се даље наставља:„Преко ноћи превезли су се преко реке Морише и утаборили се код места Арада, на пољу званом Зод(Седфалско поље).’’Од свих војника који су стигли, једино је војска из Караншебеша каснила, што ће се испоставити кључно за битку. Сремац даље наводи:„Цар Јован Ненад је похитао да их затекне несређене ко Перењија и да не буду у једној чети, али су се Угари утаборили са топовима и имали су сређен борбени поредак да нису раштркани. Трачани(Срби) су тада сачекали, јер су били лукави. Цибак није дао својој војсци три дана да се бори, док не стигну Шебешани.У зору су Трачани спазили Угаре добро утаборене и у сјајном борбеном реду. Трачани тада ударе на њих, али су се ови бранили топовима и добро су се утврдили колима. Ускоро је стигла војска из Шебеша и кад видоше Цибака да је у борби с Трачанима, и сами уђоше у борбу. Цибак кад виде Шебешане, отвори врата на табору и среди борбени поредак. Прво су ишли коњаници онда пешаци. Трачани тада ударе Угаре са леђа, међутим дођоше Шебешани и сатрше Трачане, тако да су многи лежали мртви по бојном пољу.’’

## Последице
Последице Седфалске битке биле су знатне. Српско царство није могло да се опорави од ове битке и после месец дана пада под хабзбуршку, а касније под турску власт. Након пада Ненадовог царства, Срби су успели да привремено сачувају своју државност у оквиру Сремског војводства, које је основао Радослав Челник.